# Aborto autoinducido

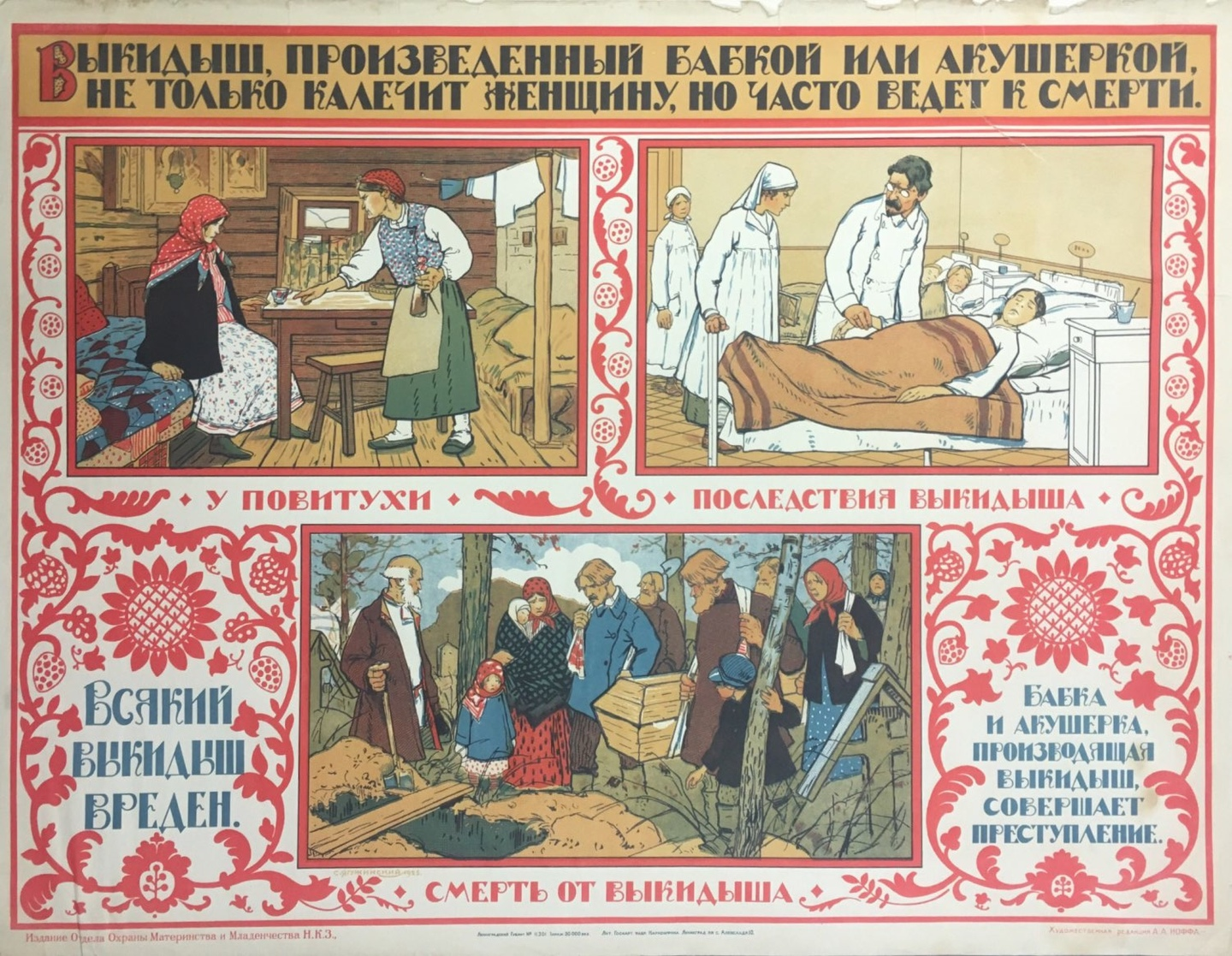
Cartel de la Unión Soviética de 1925. Traducción: “Los abortos realizados por personas no calificadas no sólo pueden mutilar a la mujer, sino que también a menudo la conducen a su muerte”.

El aborto auto-inducido, también conocido como el aborto auto-gestionado, es aquel provocado por la propia persona embarazada para provocar la expulsión del feto. A pesar de estar disponibles los medios legales y dentro de las normas médicas para terminar el embarazo, el aborto puede ser auto-gestionado en una manera efectiva y segura cuando se usan métodos que son comprobados. Este tipo de práctica es común en países y territorios o regiones donde el cuidado del aborto está prohibido y en muchos caso criminalizado. También es común el situaciones donde la persona embarazada no tiene acceso al aborto. Acceso al cuidado de aborto incluye tener la habilidad de pagar por el cuidado de aborto, poder atender a varias citas con un médico, y hasta tener que viajar al centro médico donde proveen cuidado de aborto. 
El aborto auto-gestionado puede ser provocado seguramente en todas las etapas de embarazo. La Organización Mundial de la Salud (OMS) ha aprobado el uso del medicamento para aborto en casa sin cuidado médico hasta las doce (12) semanas de embarazo. 

## Métodos
Los siguientes métodos son frecuentes en países como la India; no son considerados peligrosos, pero no garantizan la expulsión del feto:
- Levantamiento de peso en exceso.

- Masaje abdominal(suaves).

- Consumo de medula ósea de carne de cordero.

- Consumo de canela en polvo con malta.

- Consumo de sopa de semillas de zanahoria

Hay otros métodos que si garantizan la expulsión del feto, pero son considerados peligrosos y está altamente contraindicado realizarlos:
- Esfuerzo físico dirigido para el aborto.

- Masaje abdominal intenso.

- Recibimiento de golpes en el vientre.

- Práctica de Bellyflopping sobre una superficie rígida.

- Tratar de extraer al feto con un objeto no esterilizado y no proyectado para eso, tal como un gancho.

- Tratar de romper el útero con un objeto de fierro.

- Ingestión de abortivos con elevadas cantidades de vitamina C, poleo y otras sustancias que se cree que provocan el aborto (automedicación).

## Aborto clandestino
Específicamente, el aborto clandestino es aquel que se realiza habitualmente en los países que está penalizada su práctica o es ilegal. El propósito es ocultar su realización así como la identidad de la mujer con el objeto de eludir las penas que puedan imponer las autoridades. El aborto clandestino se puede realizar en el país donde es ilegal o en otros donde sea legal su práctica o esté menos penada (turismo abortivo). El aborto clandestino cuando se realiza en países donde es ilegal se suele practicar en condiciones de inseguridad sanitaria o jurídica; cuando se lleva a cabo en otros países puede realizarse en condiciones de seguridad sanitaria y jurídica.
El aborto clandestino no solo provoca la muerte del feto, sino que también provoca graves lesiones orgánicas a la mujer que muchas veces la deja discapacitada para procrear en el futuro, y en otros casos le ocasiona la muerte.